# Ziana Zain (1993년 음반)
Ziana Zain은 말레이시아의 팝 가수 지아나 제인의 두 번째 정규 앨범이다. 1993년 베르텔스만 뮤직 그룹을 통해 발매되었으며 8만 5천장의 판매량을 기록했다.

## 개요
1991년 데뷔앨범 <Madah Berhelah>로 국민가수로 자리잡은 지아나 제인은 1년의 공백을 거쳐 1993년 두 번째 정규 앨범을 발매했다. 1년의 공백에도 불구하고 1992년부터 본격적인 이름을 알린 지아나 제인은 국민들에게 잊혀지지 않았으며, 이 앨범이 발매된 뒤 더 큰 히트를 치는 계기가 되었다.
1집 <Madah Berhelah>와는 달리 락의 비중이 훨씬 줄어들고 발라드의 비중이 늘었지만, 1집보다 더 다양한 장르를 시도했다. 순수 말레이시아 노래만 들어있던 1집과는 달리, 이번에는 2곡의 해외 가요가 수록되었다. 3번 트랙 <Hadir Mu>는 이탈리아 가수 에로스 라마초티(Eros Ramazotti)의 노래 <Amarti è l'immenso per me>를 번안한 곡인데, 이자카(Izzaka)가 피쳐링했으며 원곡은 라마초티의 1989년 앨범 <In ogni senso>의 7번 트랙이다. 10번 트랙 <Chitose Bashi>는 지아나가 최초로 녹음한 일본어 노래인데, 번안곡도 아닌 일본 가수 니시지마 미에코(Nishijima Mieko)의 원곡을 편곡하여 그대로 부른 것이다. 이번에는 1집에는 없었던 댄스곡을 시도했는데, 2번 트랙 <Mimpi Mu Bukan Mimpi Ku>와 7번 트랙 <Ku Cinta Pada Mu>가 대표적이다.
이 앨범의 첫 번째 싱글이자 8번 트랙인 <Anggapan Mu>는 뮤직 차트에 올라서면서 최고의 노래로 자리잡았다. 두 번째 싱글이자 1번 트랙인 <Putus Terpaksa> 역시 뮤직 차트에 올랐으나, 노래 가사가 '한 여자가 약물 중독에 빠지게 된다'는 내용을 담았다는 루머가 퍼지면서 논란이 일기도 했다. 두 앨범 다 동년 아누게라 주아라 라구의 대표곡으로 떠올랐으나, 파이널 라운드에서 패했다.

## 수록곡
- <Putus Terpaksa>
- <Mimpi Mu Bukan Mimpi Ku>
- <Hadir Mu>
- <Kaulah Penentunya>
- <Rindu Yang Ku Pendam>
- <Kasih Ku Pertahankan>
- <Ku Cinta Pada Mu>
- <Anggapan Mu>
- <Disini Selamanya>
- <Chitose Bashi>

## 특징
- 1번 트랙 <Putus Terpaksa>와 8번 트랙 <Anggapan Mu>는 싱글로 발매되었다.
- 3번 트랙 <Hadir Mu>는 이자카가 피처링했으며, 원곡은 에로스 라마초티의 <Amarti è l'immenso per me>이다. 참고로 원곡은 안토넬라 부치(Antonella Bucci)가 피처링했다.
- 10번 트랙 <Chitose Bashi>는 일본 가수 니시지마 미에코의 원곡이다.

1. ↑  Mademoiselle, Haz (2009년 7월 30일). “Bintang Seorang Ratu”. Xfresh. 2011년 7월 18일에 원본 문서에서 보존된 문서. 2009년 6월 8일에 확인함.
2. ↑  Jie, Zaquan (2008년 1월 16일). “Di Sebalik... Putus Terpaksa”. Pimpin Bangunku. 2009년 6월 8일에 확인함.